# Сагвазаво
Сагвазаво (груз. საგვაზავო) — село в Грузии, на территории Абашского муниципалитета края (мхаре) Самегрело-Верхняя Сванетия.

## География
Село находится в западной части Грузии, на левом берегу реки Абаши, на расстоянии приблизительно 0,5 километра (по прямой) к западу от города Абаша, административного центра муниципалитета. Абсолютная высота — 23 метра над уровнем моря.

## Население
По результатам официальной переписи населения 2014 года в Сагвазаво проживало 445 человек (213 мужчин и 232 женщины). В национальной структуре населения грузины составляли 100 %.
| Год  | Население, человек |
| ---- | ------------------ |
| 2002 | 584                |
| 2014 | ↘ 445              |